# Дюна (франшиза)
«Дюна» або «Всесвіт Дюни» (англ. Dune universe або англ. Duniverse) — науково-фантастична медіафраншиза, що виникла з роману Френка Герберта «Дюна» 1965 року і продовжувала набирати нові публікації аж до 2017 року. «Дюна» часто характеризується як найпродаваніший науково-фантастичний роман в історії. Він отримав премію «Г'юґо» 1966 року і першу премію «Неб'юла» за найкращий роман, пізніше також був адаптований у фільм 1984 року і телевізійний мінісеріал 2000 року. Герберт написав п'ять продовжень, перші два були екранізовані як мінісеріал у 2003 році. «Всесвіт Дюни» також надихнув деякі настільні та відеоігри. З 2009 року назви планет з романів «Дюни» були прийняті для реальних номенклатур рівнин та інших об'єктів на супутнику Сатурна — Титані.
Френк Герберт помер у 1986 році. Починаючи з 1999 року, його син Браян Герберт і співавтор Кевін Джеймс Андерсон опублікували ряд приквелів, а також два романи, які завершують оригінальну серію «Дюна» («Мисливці Дюни» 2006 року та «Піщані черви Дюни» 2007 року), частково заснованих на нотатках Френка Герберта, виявлених через десять років після його смерті.
Політичний, науковий і соціальний сетинґ романів Герберта і його похідних творів знаний як «Всесвіт Дюни», або «Дюнверс». Дія саги розгортається десятками тисяч років у майбутнє й оповідає про цивілізацію міжзоряної імперії, яка заборонила всі види комп'ютерів, або «мислездатних машин», але натомість розвинула розумові й фізичні здібності людського тіла. Життєво важливою для цієї імперії є сувора пустельна планета Арракіс, єдине відоме джерело прянощів «меланж», найціннішої речовини у всесвіті, потрібної для міжзоряних польотів.
Через схожість між деякими термінами та ідеями Герберта і реальними словами та поняттями з арабської мови, а також «ісламськими підтекстами» і темами серії, неодноразово відзначався вплив Середнього Сходу на творчість Герберта.

## Всесвіт «Дюни»

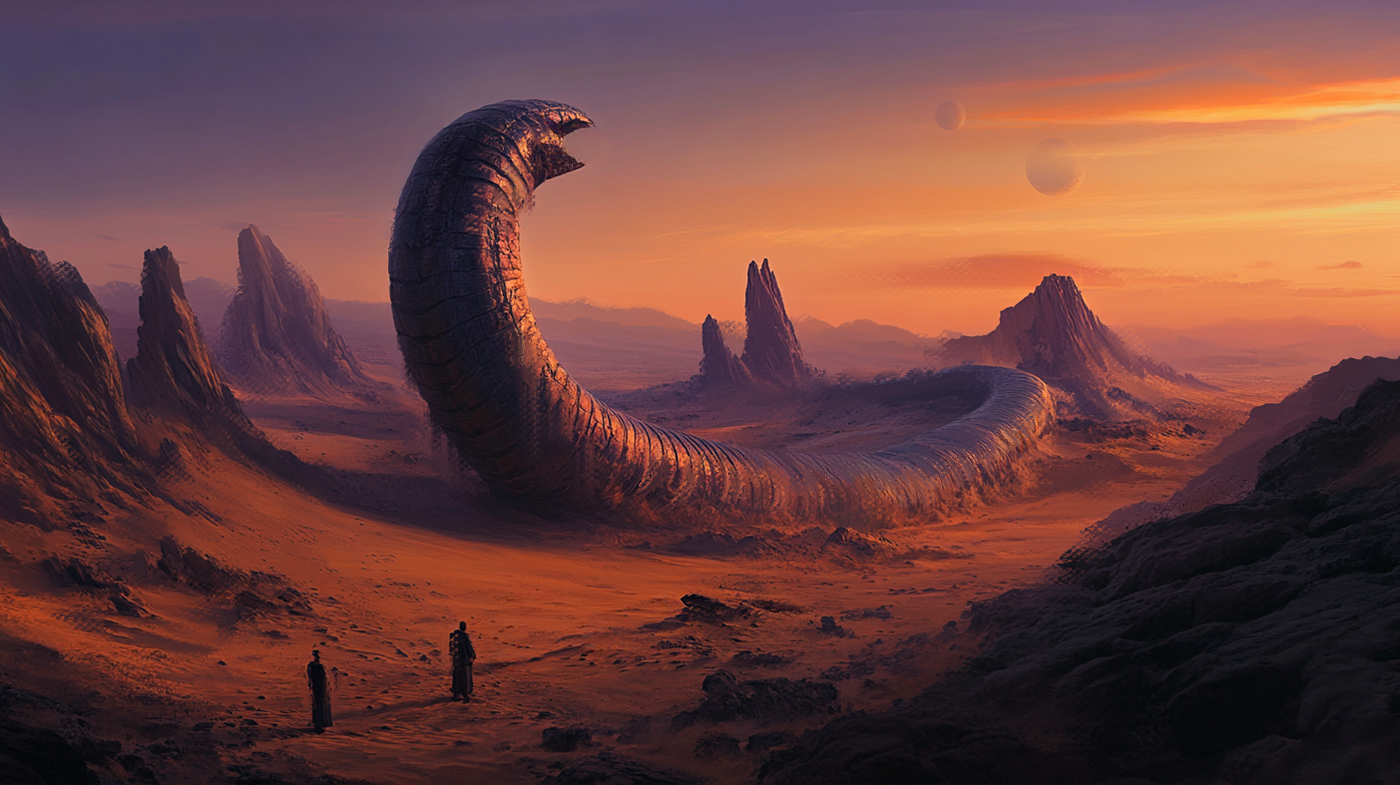
Краєвид планети Арракіс із піщаним червом

### Тло всесвіту
Дія франшизи «Дюна» розгортається у майбутньому, через тисячі років від нашого часу. Твори франшизи охоплюють епохи, коли надсвітлові подорожі буденні, а люди колонізували величезну кількість світів. На момент дії першої книги людство сформувало феодальну міжзоряну імперію, відому як Імперіум, керовану кількома великими домами, які контролюють різні планети.
Ключовий інтерес представляє планета Арракіс, також знана як «Дюна». Це повністю пустельна планета з майже повною відсутністю опадів. Разом з тим це єдина планета, де можна знайти особливу речовину для продовження життя — меланж або «прянощі». На додаток до продовження життя меланж посилює розумові здібності людей: він дозволяє людям, відомим як ментати, виконувати складні обчислення без допомоги комп'ютерів, дозволяє мутованим пілотам Космічної Гільдії згортати простір і долати міжзоряні відстані. Також вона дає здатності до передбачення та читання генетичної пам'яті Бене Ґессерит, жіночій релігійній групі, яка таємно прагне контролювати напрямок розвитку людства шляхом селекції та політичних інтриг. Меланж важко добути не тільки через суворе навколишнє середовище Арракіса, але й через присутність на планеті гігантських піщаних хробаків, які прямують назустріч будь-якому руху по пісках. У той же час хробаки й створюють «прянощі». Контроль над Арракісом, видобуток там «прянощів» і вплив посилених ним осіб на розвиток людства слугують центральними точками тисячолітніх конфліктів, які розвиваються крізь сюжети творів.
Історія «Дюни» послуговується датуванням BG (до Гільдії) або БГ (без Гільдії) та AG (після Гільдії) або ПГ, де точкою відліку є заснування Космічної Гільдії, що монополізувала міжзоряні польоти.

### Передісторія
Твори, де детально описується передісторія всесвіту, написали Браян Герберт і Кевін Джеймс Андерсон, тоді як у Френка Герберта попередні події згадані лише загально.
Коли було винайдено двигуни для надсвітлових польотів між зорями, людська держава, відома потім як Стара Імперія, кілька тисяч років поширювалася всесвітом. З часом вона погрузла в корупції, а її населення, маючи вдосталь благ завдяки праці машин, стало інертним і втратило інтерес до відкриттів. Ця епоха добігала кінця за близько 11 тис. років у майбутньому. В цей час було відкрито Арракіс, а політик і філософ Тлалок здійснив спробу реорганізувати Стару Імперію. Тлалок зазнав невдачі, проте його ідеями проникся Ендрю Скорурос, який взяв собі ім'я Агамемнон. Він зібрав навколо себе революціонерів, названих Титанами, деякі з котрих замінили свої тіла, за винятком мозку, механізмами, ставши так званими кімеками. Титани отримали доступ до повсюдних роботів, які обслуговували людство, та через них встановили свою диктатуру, правлячи кожен своїм регіоном усесвіту. На місці імперії в 1287 BG постала Ліга Благородних, яка об'єднувала понад 10 тис. планет зі столицею на Салусі Секундус.
Панування Титанів тривало понад століття, в ході якого вони все більший контроль над роботами передавали «мислездатним машинам». Титан Ксеркс дав найбільшу свободу підконтрольному штучному інтелекту, що отримав назву Омніус і в 1182 BG почав самовільно захоплювати владу. Омніус вважав, що людство схильне до самознищення або через війни, або через стагнацію, тому повинне цілковито контролюватися машинами для виживання. Титани були нездатні зупинити Омніуса, разом з тим і він мав заборону на завдання особистої шкоди Титанам. Омніус створив усередині Ліги Благородних державу Синхронізованих світів. Деякі люди, зокрема прибічники нової релігії дзенісламу, втекли за межі володінь Омніуса, де заснували вільні колонії. Титани безуспішно намагалися протистояти Омніусу кілька віків.
У 200 BG Титан Барбаросса дійшов згоди з Омніусом почати відкриту війну проти Ліги Благородних. Через 20 років на Салусі Секундус народилася Серена Батлер, пізніше відправлена Омніусом на Землю. Коли її хазяїн, робот Еразмус, убив її дитину, на Землі спалахнуло повстання, що було жорстоко придушене Омніусом шляхом бомбардування планети. Дім Атрідів зумів захопити земне ядро Омніуса, отримавши доступ до його планів і тактик. Омніус захопив деякі з вільних планет для отримання сировинної бази та пішов у наступ. Атрідам вдалося звільнити декілька світів, створивши комп'ютерний вірус. Серена Батлер об'єднала людей у священній війні, названій Батлеріанським джигадом, оскільки вважала релігію найкращим об'єднавчим фактором. Під час джигаду вчений Тіо Гольцман винайшов технологію згортання простору, що дозволяла подорожувати космосом, лишаючись непоміченими Омніусом (події роману «Батлеріанський джигад»).
Після пропозиції перемир'я Омніус убив Серену, що перетворило її на мученицю і зумовило масові повстання. Омніус вирішив знищити всіх непокірних людей величезним флотом, названим «Бич Омніуса». В 108 BG Ліга Благородних здійснила Велике Очищення шляхом одночасного бомбардування Синхронізованих світів з кораблів Космічної Гільдії. В ході Очищення загинули всі машини, підконтрольні Омніусу, а також безліч людей, що перебували на його планетах. Керівник атаки, Файкан Батлер, взяв собі ім'я Корріно та став першим імператором-падишахом нової Імперії чи Імперіуму (події роману «Хрестовий похід проти машин»). Останнім великим конфліктом стала битва за Коррін у 88 BG, після якої останні залишки «мислездатних машин» було знищено і накладено заборону на їх створення. В битві було покладено початок ворожнечі між домами Атрідів і Харконненів через самоуправство Абулурда Харконнена (події роману «Битва за Коррін»).
Замість комп'ютерів стали застосовуватися ментати — люди зі штучно посиленими розумовими здібностями. Для міжзоряних польотів почали використовуватися спеціальні люди-навігатори. Для розвитку розумових здібностей виявилася в пригоді речовина меланж або «пряність», яка видобувалася на Арракісі. Рік, коли Космічна Гільдія монополізувала використання ефекту Гольцмана, став початком нового літочислення. Її нульовий рік припав на приблизно 13000 за Григоріанським календарем. Економіка опинилася в руках ДАПТу (Добропорядний Альянс Прогресивних Торговців).
Забезпеченням стабільності зайнявся жіночий орден Бене Ґессерит, який здійснював програми селекції. Орден міг читати генетичну пам'ять предків по жіночій лінії та вмів глибоко контролювати фізіологічні процеси. Головною метою Бене Ґессерит було створити Квізац Хедераха — чоловіка, здатного читати генетичну пам'ять усіх своїх предків, і передбачати віддалене майбутнє завдяки аналітичним здібностям. Організація Бене Тлейлаксу взяла на себе розробку біотехнологій, які функціонально замінювали б машини. Зокрема ментатів, клонів важливих осіб, солдатів і шпигунів.

### Встановлення «Золотого шляху»

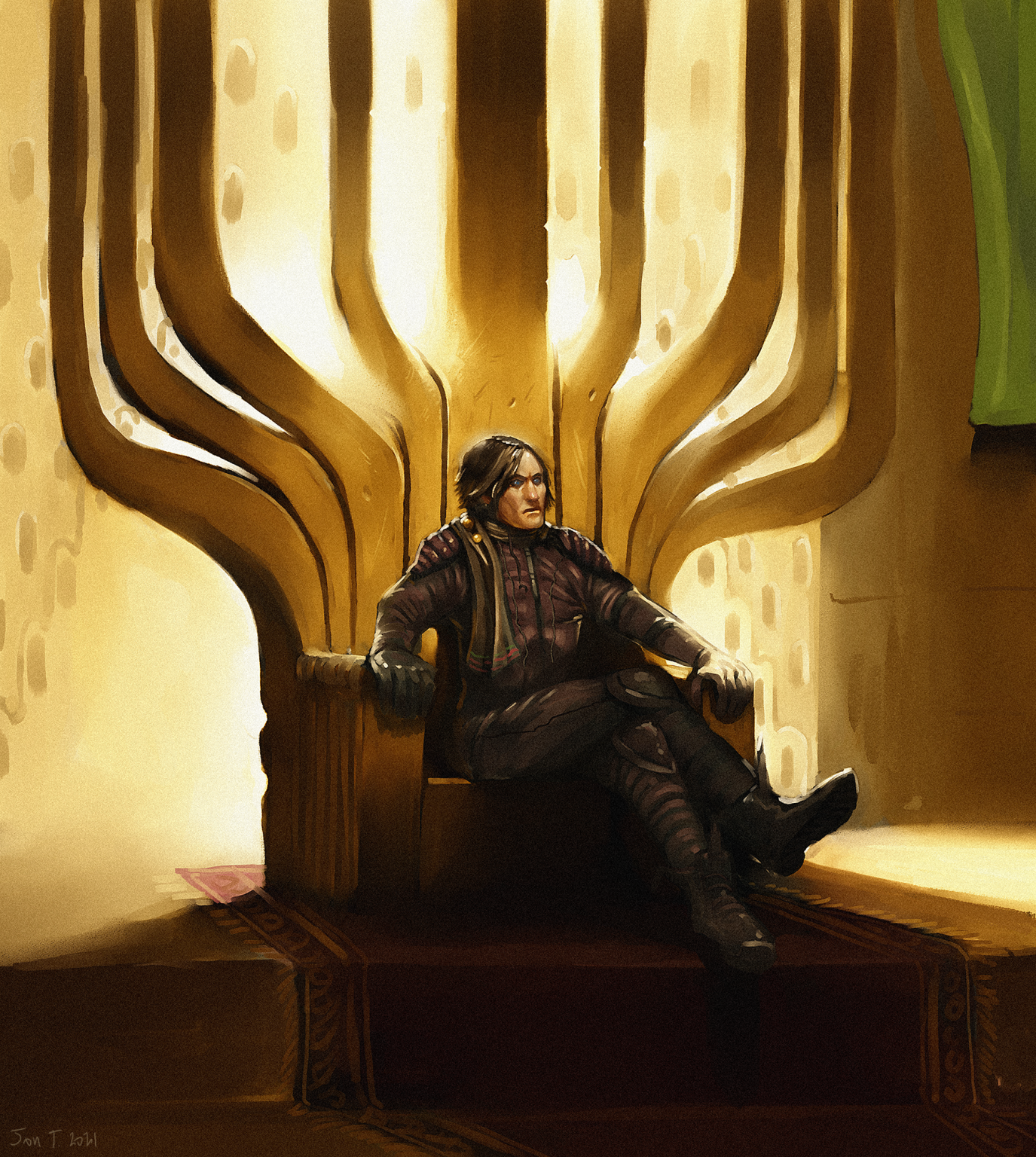
Імператор Пол Атрід

Центральні твори Френка Герберта зосереджені на особі Пола Атріда, що став пророком Муад'Дібом, пізнавши «Золотий шлях», яким повинне розвиватися людство; і його синові Лето II, котрий почав утілювати «Золотий шлях», ставши доброзичливим тираном усього відомого всесвіту.
Імперіум під владою дому Корріно існував понад 10 тис. років. Основою військової міці Корріно були війська сардаукари, треновані на Салусі Секундус, яка в ході Баттлеріанського джигаду перетворилася на пустельну планету. Селекційна програма Бене Ґессерит зі створення Квізац Хедераха вже добігала кінця і з допомогою цієї людини в ордені планували захопити владу в Імперіумі. Для сприяння цьому Бене Ґессерит поширювали по багатьох планетах пророцтво про пришестя месії.
У 10166 AG Дім Морітані почав війну проти дому Еказ, у перебіг чого втрутився дім Атрідів. Це посприяло зростанню популярності Атрідів, а лідер дому, герцог Лето, натренував невелику армію, аналогічну за ефективністю сардаукарам. Занепокоєний цим імператор Шаддам IV замислив знищити Атрідів, передавши їх у володіння Арракіс, який належав Харконненам. Згідно з його задумом, Харконнени, очолювані Владіміром, сприяли б повстанням місцевого населення, що врешті дискредитувало б Атрідів і дало привід офіційно їх знищити. В 10190-10191 AG Атріди перенесли свою столицю з планети Каладан на Арракіс.
Наложниця герцога Лето, Джессіка, повинна була народити дівчинку, котра вже народила б Квізац Хедераха. Проте вона народила сина Пола, що разом з родиною переселився на Арракіс. Під час низки інтриг Харконненам вдалося ввести війська на Арракіс, унаслідок чого Лето загинув у спробі вбити Владіміра. Джессіка та Пол натомість зуміли сховатися в пустелі, де приєдналися до місцевих жителів фрименів, узявши ім'я Муад'Діб. Пол, завдяки видатним успадкованим здібностям, постав для фрименів довгоочікуваним месією та переконав їх виступити проти Харконненів. Живучи серед фрименів, Пол одружився з Чані. Джессіка, завагітнівши вдруге, прийняла збагачену «пряністю» воду («воду життя»), що передало її знання доньці Алії. Напади фрименів стали завадою для видобутку «прянощів», а їхні навички виживання та посилення вживанням «прянощі» дозволили протистояти навіть сардаукарам. Зрештою доми Харконнен і Корріно зібрали армаду зорельотів аби повернути Арракіс під свій контроль. Пол, прийнявши «воду життя», розкрив свій потенціал, здобувши здатність бачити минуле, сучасне і майбутнє. Він виступив із погрозою знищити всі «прянощі» водою, поваливши тим самим Імперіум. Шаддам IV в результаті відрікся від влади, однак малого Полового сина було вбито в ході атаки на планету. Пол уклав формальний шлюб з його дочкою Шаддама IV, Ірулан, і став у 10193 AG наступним імператором, узявшись за здійснення свого плану перебудови Імперіуму, де люди більше не будуть залежні від нав'язаної ким-небудь долі. Ірулан стала його літописицею, записавши вчення Муад'Діба (події роману «Дюна»).
Бене Ґессерит, ДАПТ і Тлейлаксу влаштували проти Пола змову, метою котрої було змусити Пола відректися від трону. В результаті замаху на життя Пол осліп і мусив за звичаєм фрименів піти в пустелю на смерть. Після вагань він вирішив послідувати звичаєві, щоб лишитися для фрименів пророком і його заповіді виконувалися. Він пішов у пустелю, лишивши народжених Чані спадкоємців — сина Лето II та дочку Ганіму (події роману «Месія Дюни»). Його сестра Алія, прагнучи здобути дар ясновидіння, стала зловживати «прянощами», що пробудило в її розумі свідомість Владіміра Харконнена. Це призвело до того, що Алія спотворила вчення Муад'Діба, використовуючи його для виправдання встановлення тиранії на Арракісі. За намовою Владіміра, Алія пришвидшила озеленення планети, що стало загрожувати цілковитим вимиранням піщаним червам. Як наслідок, Імперіум міг втратити єдине джерело «прянощі» і вся влада Лето була б підірвана. Дім Корріно намірився вбити Полових дітей, але їм вдалося втекти до пустелі, де Лето зустрів проповідника, що виявився його батьком. Згодом Пола вбили жерці, підіслані Алією, після того як той почав публічне викриття її єресі. Прийнявши «прянощі», Лето повторив видіння батька, побачивши «Золотий шлях», який приведе людство до процвітання. Він вступив у симбіоз з піщаною фореллю (молодими піщаними червами), ставши єдиною істотою, здатною виробляти «прянощі». Повернувшись із пустелі, Лето подолав Алію та проголосив себе в 10219 AG новим імператором. Поступове вимирання червів і його здатність виробляти «прянощі» забезпечили Лето II непохитну владу (події роману «Діти Дюни»).
Лето II правив 3500 років, особисто контролюючи всі міжзоряні польоти та допускаючи лише мізерну кількість ментатів. Імператор суттєво обмежив використання складних технологій, майже винищив Бене Ґессерит і суттєво обмежив Тлейлаксу. Все це розділило людство на невеликі суспільства, що практично не зазнавали між собою великих конфліктів. Цей час отримав назву Мир Лето. Залежність всього людства від його здібностей зумовили титул Бог-Імператор. Лето II поступово трансформувався в величезного піщаного черва. Арракіс перетворився на вологу планету Ракіс, де черви цілком вимерли і пустеля зберігалася тільки навколо імператорського палацу. Весь цей час тривала програма селекції, метою котрої було створити людину, майбутнє якої неможливо передбачити. Нею стала далека нащадок Ганіми — Сіона Атрід. За планом імператора, Сіона організувала проти нього змову та змусила впасти в річку, де Лето II загинув. Його тіло розпалося на піщану форель, яка поширилася по Арракісу, знову перетворюючи його на пустелю. Після загибелі імператора почалася епоха Розсіяння, що тривала 1500 років (події роману «Бог-Імператор Дюни»).

### Кралізек
Продовження саги відбулося в творах Браяна Герберта та Кевіна Джеймса Андерсона. Вони описують епоху після загибелі Лето II, в яку людство знову зустрілося з Омніусом та його машинами, проте завдяки новому пророку нарешті пройшло «Золотий шлях» до кінця.
Після загибелі імператора космічні польоти відбувалися завдяки накопиченим ним запасам «прянощів». Пізніше Тлейлаксу навчилися вирощувати «прянощі», а навігаційні машини фракції Іксіанів дозволили подорожувати на так званих не-кораблях без використання навігаторів. У той же час відроджені піщані черви стали проявляти частини свідомості Лето II. Шіана — нащадок Сіони, почала реорганізацію вцілілих Бене Ґессерит і виявила, що читання пам'яті предків можливо досягнути і без селекції. Наближався час великої битви, передбаченої Лето II, названої Кралізек. Наприкінці епохи Розсіяння Бене Ґессерт під проводом Леніс, які пережили правління Лето II за межами Імперіуму та утворили Шановних Матрон, почали повернення, завойовуючи планету за планетою (події романів «Єретики Дюни» та «Капітул: Дюна»).
Як пізніше з'ясувалося, Шановні Матрони виявили один з аванпостів відбудованої Синхронізованої імперії Омніуса, та заволоділи його зброєю. Вони атакували і Ракіс, знищивши все життя на поверхні, щоб завадити відродженню імператора. Омніус зумисне допустив похід Бене Ґессерт, плануючи, що це спричинить появу досконалого Квізац Хедераха, котрого він захопив би і використовував для цілковитого контролю над людством. Омінус визначив, що Квізац Хедерах перебуває на борту корабля «Ітака», і вважав, що це клон Пола Атріда, створений Шіаною. Крім цього клона, Шіана створила також клони інших видатних осіб, які визначили історію. Машини своєю чергою створили власного клона Пола — Паоло, і виховали його як протилежність Пола. Еразмус став потай засилати в Імперіум своїх агентів, ставлячи їх на керівні посади (події роману «Мисливці Дюни»).
Омніус та Еразмус зайнялися пошуками «Ітаки», але також за це взялася Оракул Часу — свідомість першої навігаторки Норми Цеври, пробуджена в навігаторах Космічної гільдії. В 15267 AG машини захопили «Ітаку» в ході масованої атаки нового «Бича Омніуса» на людські планети. Пауло смертельно поранив Пола, проте загинув, прийнявши забагато «ультрапрянощів», вироблених новим видом червів, аби пізнати весь всесвіт одразу. Пол натомість зумів самозцілитися та оголосив, що справжній Квізац Хедерах — це клон його вчителя Дункана Айдахо, виниклий не внаслідок селекції, а внаслідок виняткової моральної чистоти. Оракул Часу підтвердила це та вигнала Омніуса до іншого всесвіту, пішовши слідом аби не допустити його повернення. Еразмус у відповідь одночасно вбив усіх своїх агентів у всесвіті. Після цього він злився з Дунканом, але не зміг його контролювати. Дункан став єднальною ланкою між машинами та людьми, виконавши «Золотий шлях» (події роману «Піщані черви Дюни»).

## Літературні твори

### Романи

#### Романи Френка Герберта
- «Дюна» (англ. Dune, 1965)
- «Месія Дюни» (англ. Dune Messiah, 1969)
- «Діти Дюни» (англ. Children of Dune, 1976)
- «Бог-Імператор Дюни» (англ. God Emperor of Dune, 1981)
- «Єретики Дюни» (англ. Heretics of Dune, 1984)
- «Капітула Дюни» (англ. Chapterhouse: Dune, 1985)

#### Романи Браяна Герберта та Кевіна Джеймса Андерсона
- «Прелюдія до Дюни» (англ. Prelude to Dune)
  - «Дім Атрідів» (англ. House Atreides, 1999)
  - «Дім Харконненів» (англ. House Harkonnen, 2000)
  - «Дім Корріно» (англ. House Corrino, 2001)

- «Легенди Дюни» (англ. Legends of Dune)
  - «Батлеріанський джигад» (англ. The Butlerian Jihad, 2002)
  - «Хрестовий похід проти машин» (англ. The Machine Crusade, 2003)
  - «Битва за Коррін» (англ. The Battle of Corrin, 2004)

- «Мисливці Дюни» (англ. Hunters of Dune, 2006)
- «Піщані черви Дюни» (англ. Sandworms of Dune, 2007)

- «Герої Дюни» (англ. Heroes of Dune)
  - «Пол з Дюни» (англ. Paul of Dune, 2008)
  - «Вітри Дюни» (англ. The Winds of Dune, 2009)

- «Великі школи Дюни» (англ. Great Schools of Dune)
  - «Сестринство Дюни» (англ. Sisterhood of Dune, 2012)
  - «Ментати Дюни» (англ. Mentats of Dune, 2014)
  - «Навігатори Дюни» (англ. Navigators of Dune, 2016)

- «Трилогія Каладана» (англ. The Caladan Trilogy)
  - «Барон Каладана» (англ. The Duke of Caladan, 2020)
  - «Леді Каладана» (англ. The Lady of Caladan, 2021)
  - «Спадкоємець Каладана» (англ. The Heir of Caladan, 2022)

### Оповідання

#### Оповідання Френка Герберта
- «Шлях до Дюни» (англ. The Road to Dune, 1985)

#### Оповідання Браяна Герберта та Кевіна Джеймса Андерсона
- «Шепіт каладанських морів» (англ. A Whisper of Caladan Seas, 2001)
- «Полювання на Харконненів» (англ. Hunting Harkonnens, 2002)
- «Бичування мека» (англ. Whipping Mek, 2003)
- «Лиця мученика» (англ. The Faces of a Martyr, 2004)
- «Морське дитя» (англ. Sea Child, 2006)
- «Скарб у піску» (англ. Treasure in the Sand, 2006)
- «Шлюбний шовк» (англ. Wedding Silk, 2011)
- «Червона чума» (англ. Red Plague, 2016)
- «Води Кандлі» (англ. Dune: The Waters of Kanly, 2017)
- «Кров сардаукара» (англ. Dune: Blood of the Sardaukar, 2019)
- «Край крисножа» (англ. Dune: The Edge of a Crysknife, 2022)
- «Імперський двір» (англ. Dune: Imperial Court, 2022)

## Персонажі та їх кіновтілення
| Персонажі              | Дюна (1984)       | Дюна (2000) та Діти Дюни (2003) | Дюна (2021) та Дюна: Частина друга (2024) |
| ---------------------- | ----------------- | ------------------------------- | ----------------------------------------- |
| Пол Атрід              | Кайл Маклаклен    | Алек Ньюман                     | Тімоті Шалеме                             |
| Леді Джессіка          | Франческа Анніс   | Саскію Рівз                     | Ребекка Фергюсон                          |
| Лето Атрід             | Юрген Прохнов     | Вільям Герт                     | Оскар Айзек                               |
| Ґурні Галлек           | Патрік Стюарт     | П. Г. Моріарті                  | Джош Бролін                               |
| Владімір Харконнен     | Кеннет Мак-Міллан | Ієн Мак-Ніс                     | Стеллан Скашгорд                          |
| Звір Раббан            | Пол Лоуренс Сміт  | Ласзло Й. Кіш                   | Дейв Батиста                              |
| Чані                   | Шон Янґ           | Барбора Кодетова                | Зендея                                    |
| Пітер де Вріс          | Бред Дуріф        | Джен Унґер                      | Девід Дастмалчян                          |
| Суфір Хават            | Фредді Джонс      | Джен Влесак                     | Стівен Мак-Кінлі Гендерсон                |
| Превелебна мати Могіям | Шан Філліпс       | Зюзана Ґайслерова               | Шарлотта Ремплінґ                         |
| Дункан Айдаго          | Річард Джордан    | Джеймс Ватсон                   | Джейсон Момоа                             |
| Стілґар                | Еверетт Макгілл   | Уве Оксенкенет                  | Хав'єр Бардем                             |
| Лієт-Кайнс             | Макс фон Сюдов    | Карел Добри                     | Шерон Данкен-Брюстер                      |
| Веллінґтон Юі          | Дін Стоквелл      | Роберт Рассел                   | Чанг Чен                                  |

## У інших медіа

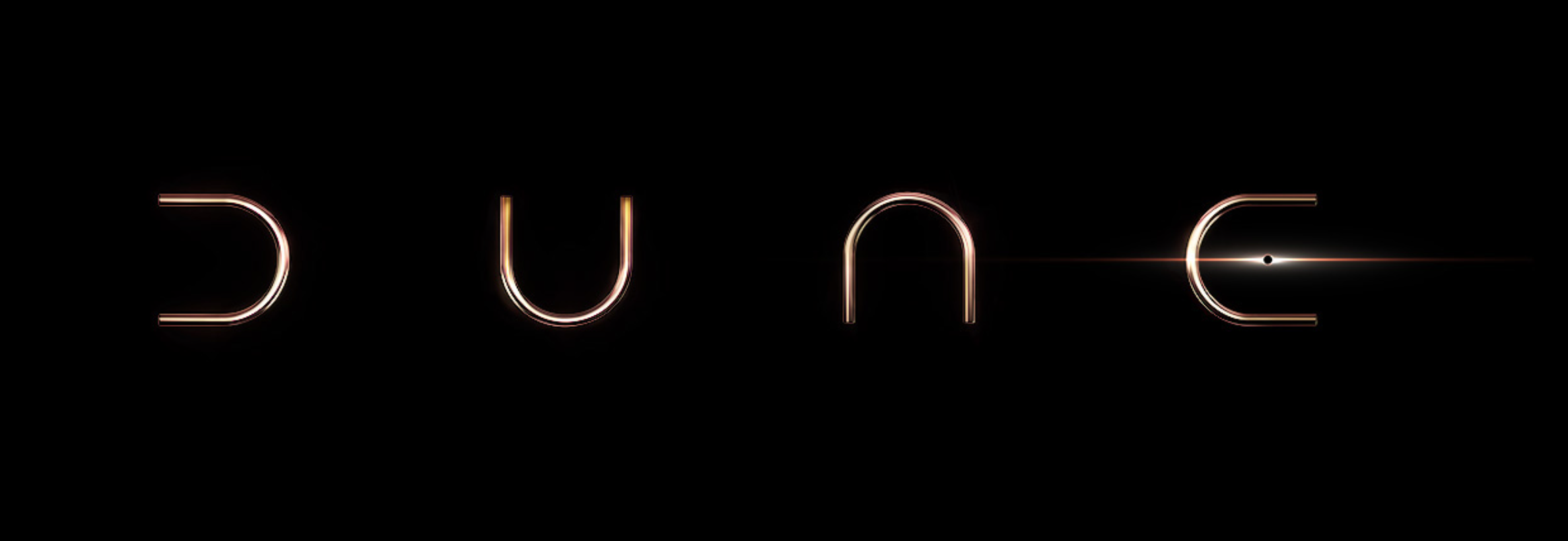
Логотип фільму 2021 року

### Фільми
- «Дюна» Ходоровського. В 1973 році режисер і сценарист Алехандро Ходоровський взявся за створення кінематографічної адаптації першого роману, взявши на себе опціон, який продюсер Артур П. Джейкобс поставив на права екранізації в 1973 році незадовго до своєї смерті. Ходоровський долучився до проєкту, разом з такими творцями: Пітер Гебріел, прогресивна-рок-група «Pink Floyd» і «Magma», що відповідали б за музику, художники Ганс Рудольф Ґігер і Жан Жиро — дизайн локацій й персонажів, Ден О'Беннон і Дуглас Трамбалл — спецефекти. На ролі пропонувалися видатні діячі свого часу: Мік Джаггер, Сальвадор Далі, Орсон Веллс, Глорія Свонсон, Девід Керрадайн та інші. Ходоровський почав писати сценарій, настільки великий, що фільм, як вважалося, потенційно триватиме 14 годин. Проєкт, однак, був згорнутий з фінансових причин, залишивши незакінчений рукописний сценарій Ходоровського у блокноті, який був частково опублікований як факсиміле у 2012 році в рамках каталогу «100 Notes-100 Thoughts» 13-ї виставки документів. Френк Павич зняв документальний фільм про цей нереалізований проєкт під назвою «Дюна Ходоровського», прем'єра якого відбулася на Каннському кінофестивалі 2013 року в травні 2013 року, а кінотеатральний показ відбувся в березні 2014 року.
- «Дюна» Девіда Лінча. В 1984 році Діно Де Лаурентіс і «Universal Pictures» випустили повнометражну екранізацію роману режисера і сценариста Девіда Лінча «Дюна». Попри комерційний ($30,9 млн зборів при кошторисі $40 млн) і критичний провал після виходу фільму, сам Френк Герберт, як повідомляється, був задоволений фільмом, оскільки цей фільм точніше відповідав книзі, ніж попередня спроби екранізації, хоча у Герберта були свої застереження з приводу його невдачі в той час, посилаючись на відсутність «уяви» в його маркетингу та оцінювальних витрат, а також на деякі виробничі методи режисера. Також фільм номінувався на «Оскар» за музичний супровід З часом «Дюна» Девіда Лінча, однак, здобула визнання та стала культовим фільмом. Образ піщаних червів, поширений в масовій культурі, як і низки інших елеменів, походить саме з фільму Лінча.
- «Дюна» Вільнева. Екранізація першого роману в двох частинах, які вийшли у 2021 та 2024 роках. У листопаді 2016 року компанія «Legendary Entertainment» придбала права на фільм і телесеріали за мотивами «Дюни». У грудні 2016 року, видання «Variety» повідомило, що Дені Вільнев веде переговори про керівництво проєктом, що було підтверджено в лютому 2017 року. На початку 2018 року Вільнев заявив, що його метою було адаптувати роман у двочастинний фільм. У травні 2018 року він заявив, що перша версія сценарію вже готова. Вільнев повідомив, що: «більшість основних ідей „Зоряних воєн“ походять з „Дюни“, тому це буде непростим завданням. Моя мета — зробити „Зоряні війни“, яких я ніколи не бачив. У певному сенсі це будуть „Зоряні війни для дорослих“». У липні 2018 року Браян Герберт підтвердив, що останній варіант сценарію охоплює приблизно половину оригінального роману.

### Телесеріали
- «Дюна Френка Герберта». Перший телесеріал, що був екранізацією однойменного роману, вийшов у 2000 році. Режисером і сценаристом виступив Джон Гаррісон. Акторський ансамбль складається з таких акторів: Алек Ньюман у ролі Пола Атріда, Вільям Герт у ролі Герцога Лето, Саскію Рівз в ролі Джесіки, а також Джеймс Ватсон, П. Г. Моріарті, Роберт Рассел, Ієн Мак-Ніс і Джанкарло Джанніні. Серіал був спродюсований компанією «New Amsterdam Entertainment», «Blixa Film Produktion» і «Hallmark Entertainment». Вперше його показали у Сполучених Штатах 3 грудня 2000 року на каналі «Sci Fi Channel».
- «Діти Дюни Френка Герберта». Продовження телесеріалу за наступними двома книгами вийшло в 2003 році. Режисером знову був Джон Гаррісон, а сценаристом став Ґрег Яйтанес. У головних ролях Джеймс Мак-Евой і Джессіка Брукс. «Діти Дюни» здобули премію «Прайм-тайм Еммі за видатні спеціальні візуальні ефекти».
- «Дюна: Сестринство» — майбутній серіал, спін-оф фільму Вільнева.

### Комікси
1 грудня 1984 року «Marvel Comics» і «Berkley» опублікували офіційний комікс «Dune: The Official Comic Book» (ISBN 0-425-07623-7), який є адаптацією фільму Девіда Лінча «Дюна» (1984 року). Комікс «Marvel Super Special #36: Dune», який також містить адаптацію фільму від сценариста Ральфа Маккіо та художника Білла Сенкевича, що вийшов 1 квітня 1985 року. Аналогічна обмежена серія від «Marvel Comics» під назвою «Dune», що складається з трьох томів, виходила з квітня по червень 1985 року.

### Відеоігри
- Dune (1992) — стратегія з елементами квесту, більшою мірою заснована на фільмі Девіда Лінча, випущеного на екрани в 1984 році.
- Dune II (1992) — стратегія в реальному часі (RTS) за мотивами першого роману. Її ігровий процес заклав основи сучасних RTS.
- Dune 2000 (1998) — римейк Dune II з удосконаленою графікою і оповіддю.
- Emperor: Battle for Dune (2001) — RTS за мотивами оригінального роману і продовжень.
- Frank Herbert's Dune (2001) — квест за мотивами роману, більшою мірою заснований на серіалі, випущеного на екрани в 2000 році.
- Dune: Spice Wars (2023) — глобальна стратегія, заснована на оригінальному романі та його приквелах.
- Dune: Imperium (2024) — стратегія, адаптація однойменної настільної гри.
- Dune: Awakening (очікується) — майбутня MMO з відкритим світом.

### Графічні романи
У січні 2020 року видання «Entertainment Weekly» повідомило, що видавництво «Abrams Books» розробляє тричастиний графічний роман-адаптацію роману «Дюна», яка стане першою адаптацією роману у такий формат. Графічний роман буде написаний творцями франшизи Браяном Гербертом й Андерсоном та проілюстрований Раулем Алленом й Патріцією Мартін, з обкладинками від Білла Сенкевича.

### Музика
Вийшли такі саундтрек-альбоми: до фільму 1984 року, однойменного телевізійного мінісеріалу 2000 року та мінісеріалу 2003 року «Діти Дюни», а також до відеогри 1992 року, відеогри 2001 року «Імператор: Битва за Дюну» і деякі композиції з усієї серії відеоігор Дюна.

## Спадок
Роман «Дюна» 1965 року залишив широкий вплив, надихаючи численні романи, музику, фільми, телебачення, настільні та відеоігри й комікси. Він вважається одним з найбільших і найвпливовіших науково-фантастичних романів усіх часів, а численні сучасні науково-фантастичні франшизи, такі як «Зоряні війни» чи Warhammer 40,000, зобов'язані своїм існуванням «Дюні». «Дюна» також згадується в багатьох інших творах популярної культури, таких як «Зоряний шлях», «Хроніка Кінґкіллера» і «Футурама». «Дюна» вказувалася головним джерелом натхнення для аніме-фільму Хаяо Міядзакі «Навсікая з Долини Вітрів» (1984).
Джон Мішо з «The New Yorker» відзначив у 2013 році: «що цікаво про зростання „Дюни“, так це те, що попри свою культовість, вона не проникла у популярну культуру так, як це зробили „Володар перснів“ чи „Зоряні війни“.» Він також похвалив «розумне авторське рішення» Герберта видалити роботів і комп'ютери («які були двома основними елементами свого жанру наукової фантастики») з його вигаданого всесвіту, і припустив, що може саме це і є одним з пояснень того, чому «Дюні» бракує «істинного фендому серед шанувальників наукової фантастики».
З 2009 року назви планет з романів «Дюни» були прийняті для реальної номенклатури рівнин (planitiae) і комплексів долин (labyrinthi) на супутнику Сатурна — Титані. Назви планет, які нині використовуються для іменування місцевостей, включають Арракіс, Каладан, Ґьеді Прайм, Кайтейн, Салуса Секундус і Тлейлакс. Поле дюн Хаґал та інші об'єкти на Марсі неофіційно названі на честь планет, згаданих у серії «Дюна». Місто Такома, штат Вашингтон, батьківщина Герберта, назвало частину парку Пойнт-Дефіанс як «Дюнний півострів» на честь письменника та його серії.